# Oleksiivka, Kirovohrad
Oleksiivka (în ucraineană Олексіївка) este localitatea de reședință a comunei Oleksiivka din raionul Kirovohrad, regiunea Kirovohrad, Ucraina.

## Demografie
Componența lingvistică a localității Oleksiivka
     Ucraineană (95,76%)
     Rusă (3,53%)
     Alte limbi (0,71%)
Conform recensământului din 2001, majoritatea populației localității Oleksiivka era vorbitoare de ucraineană (95,76%), existând în minoritate și vorbitori de rusă (3,53%).